# موریس موشرو
موریس موشرو (فرانسوی: Maurice Moucheraud‎؛ زادهٔ ۲۸ ژوئیهٔ ۱۹۳۳ – درگذشته ۱۳ ژانویه ۲۰۲۰) دوچرخه‌سوار اهل فرانسه بود.
وی در مسابقات کشوری و بین‌المللی در مجموع برندهٔ ۱ مدال طلا شده‌است.